# Joseph François Antoine Lépine
Pour les articles homonymes, voir Lépine.
Joseph François Antoine Gabriel Lépine, né le 8 janvier 1736 à Huningue (Haut-Rhin), mort le 1er juin 1797 à Molsheim (Bas-Rhin), est un général de brigade de la Révolution française.

## États de service
Il entre en service le 15 juillet 1746, comme lieutenant de milice, et le 16 février 1749, il devient surnuméraire dans l'artillerie. Sous-lieutenant le 1er mai 1756, lieutenant en second le 14 février 1757, lieutenant en premier le 5 mai 1762, il reçoit son brevet de capitaine par commission le 15 octobre 1765. Capitaine en second le 29 février 1768, il est fait chevalier de Saint-Louis le 26 juin 1771.
Le 22 mai 1781, il passe major, et le 24 août 1782, il est nommé chef de brigade titulaire. Lieutenant-colonel le 1er janvier 1791, colonel directeur de l’artillerie à Strasbourg le 28 août 1792, il est promu par le conseil exécutif provisoire général de brigade le 26 août 1793, et le 29 septembre suivant, il commande provisoirement l’artillerie de l’armée de la Moselle. Il est autorisé à prendre sa retraite le 3 février 1794, et il obtient une pension de 3 000 francs le 13 juillet 1795.
Il meurt le 1er juin 1797 à Molsheim.

## Sources
- (en) « Generals Who Served in the French Army during the Period 1789 - 1814: Eberle to Exelmans »
- Côte S.H.A.T.: 8 YD 266
- Léon Hennet, Etat militaire de France pour l’année 1793, Siège de la société, Paris, 1903, p. 116.
- Georges Six, Dictionnaire biographique des généraux & amiraux français de la Révolution et de l'Empire (1792-1814), Paris : Librairie G. Saffroy, 1934, 2 vol., p. 108